# Wild 7
Wild 7 (ワイルド7?, Wairudo Sebun)  è una serie shōnen manga scritta da Mikiya Mochizuki in 48 volumi e pubblicata tra il 1969-79.
La storia si basa sulla condizione esistente negli anni '60, ove il Giappone assieme a tutti gli altri paesi non-comunisti debbon affrontare le proteste studentesche e la corruzione politica dilagante, oltre alla rinascita e sviluppo economico seguente la fine della Seconda guerra mondiale.
Tra il 1972-73 ne è stato tratto un telefilm in 25 episodi, oltre a un OAV in 2 episodi nel 1994, una serie animata in 13 episodi nel 2002 ed infine un film live action nel 2011.

## Trama
Sulla scia dell'aumento esponenziale e sempre più pericoloso per la pace sociale dato dalla criminalità e dal vero e proprio terrorismo, alla polizia nazionale giapponese non rimane altra scelta che quella di autorizzare la mobilitazione di una speciale unità anti-terrorismo composta da ex-detenuti in motocicletta: questi vanno dai semplici criminali ad individui ritrovatisi incarcerati a seguito di piccoli guai personali ed ex scagnozzi della yakuza.
Assieme si ritroveranno a combattere il crimine organizzato e io terroristi armati che attentano attualmente alla sicurezza dello stato.

## Versioni animate
L'Oav è un adattamento della versione manga, mentre l'anime segue cronologicamente le vicende venute ad accadere nell'Oav.
| Nº | Giapponese 「Kanji」 - Rōmaji                 | In onda        | In onda |
| Nº | Giapponese 「Kanji」 - Rōmaji                 | Giapponese     |         |
| 1  | 「シージャック」 - Shijakku                   | 27 aprile 2002 |         |
| 2  | 「ハポ」 - Hapo                               | 18 maggio 2002 |         |
| 3  | 「チームワイルド」 - Chimuwairudo             | 25 maggio 2002 |         |
| 4  | 「赤い草原病」 - Akai sōgen byō               | 15 giugno 2002 |         |
| 5  | 「地獄島」 - Jigoku shima                     | 22 giugno 2002 |         |
| 6  | 「突入」 - Totsunyū                           | 29 giugno 2002 |         |
| 7  | 「終電」 - Shūden                             | 13 luglio 2002 |         |
| 8  | 「過去」 - Kako                               | 20 luglio 2002 |         |
| 9  | 「模擬訓練」 - Mogi kunren                    | 27 luglio 2002 |         |
| 10 | 「急転」 - Kyūten                             | 10 agosto 2002 |         |
| 11 | 「野生の七人」 - Yasei no shichinin           | 17 agosto 2002 |         |
| 12 | 「狼」 - Ookami                               | 24 agosto 2002 |         |
| 13 | 「果てしなき戦い…」 - Hate shinaki tatakai... | 31 agosto 2002 |         |

## Live Action
La versione dal vivo come telefilm trasmessa da Nippon Television, pur divenendo via via sempre più popolare tra i telespettatori, ha dovuto essere interrotta dopo 25 episodi a causa delle scene cruente e troppo violente che venivano mostrate.
Nel 2011 è uscito nelle sale un film che riprende la storia.

### Cast
- Eita Nagayama - Dairoku Iba
- Kippei Shiina - Sekai
- Ryuhei Maruyama - Pyro
- Tsuyoshi Abe - Sox
- Takashi Ukaji - Oyabun
- Yusuke Hirayama - Hebopue
- Minoru Matsumoto - BBQ
- Kyōko Fukada - Yuki Honma
- Jun Kaname - Todo Masashi
- Yuika Motokariya - Kozue Iwashita
- Takeo Nakahara - Mamoru Narusawa
- Kōtarō Yoshida - Keigo Kiryu
- Kiichi Nakai - Masaru Kusanami